# Ghiacciaio DeWald
Il ghiacciaio DeWald è un ghiacciaio lungo circa 9 km situato nella parte nord-occidentale della Dipendenza di Ross, nell'Antartide orientale. Il ghiacciaio DeWald, il cui punto più alto si trova a circa 2200 m s.l.m., si trova nell'entroterra della costa di Borchgrevink, nella parte occidentale dei monti della Vittoria, dove fluisce verso nord-nord-ovest a partire dal versante settentrionale del picco Bramble fino a unire il proprio flusso a quello del ghiacciaio Lensen, poco prima che quest'ultimo si unisca al ghiacciaio Pearl Harbor.

## Storia
Il ghiacciaio DeWald è stato mappato da membri dello United States Geological Survey (USGS) grazie a fotografie aeree scattate dalla marina militare statunitense nel periodo 1960-64, e così battezzato dal Comitato consultivo dei nomi antartici in onore del tenente Bruce F. DeWald, della USN, un meteorologo di stanza alla stazione McMurdo nelle stagioni 1972-73 e 1973-74.